# وال-ده-مون، کبک
وال-ده-مون (به فرانسوی: Val-des-Monts) شهری در منطقه شهری له کولین-دو-لوتاوه ناحیه اوتاوه در استان کبک کانادا است. در سرشماری سال ۲۰۱۱ این شهر ۸٬۷۶۴ نفر جمعیت داشته‌است و مساحت آن ۴۵۷٫۳۱ کیلومتر مربع است.